# Eustomias trewavasae
Eustomias trewavasae – gatunek niewielkiej głębinowej ryby z rodziny wężorowatych (Stomiidae). Nazwa gatunkowa honoruje brytyjską ichtiolog Ethelwynn Trewavas.

## Charakterystyka
Eustomias trewavasae jest niewielką rybą, maksymalna długość wynosi 26 cm. Nie posiada płetwy grzbietowej. Samce posiadają duży narząd świetlny (fotofor) za okiem, nieobecny lub niewielki u samic. Mniejsze punkcikowate fotofory rozmieszczone są wzdłuż całego ciała u obu płci.